# Чешуеноги
Чешуено́ги (лат. Pygopodidae), также известные как безногие или змеевидные ящерицы, — семейство отряда чешуйчатых. Внешним строением чрезвычайно напоминают змей, но, в отличие от последних, некоторые чешуеноги могут издавать громкие щёлкающие звуки. Наиболее крупные виды чешуеногов длиной до 70—120 см, а наиболее мелкие — до 15 см. Окраска варьирует от бледно-жёлтого до тёмно-коричневого. Может быть с узором из пятен или полос или однородная.

## Строение

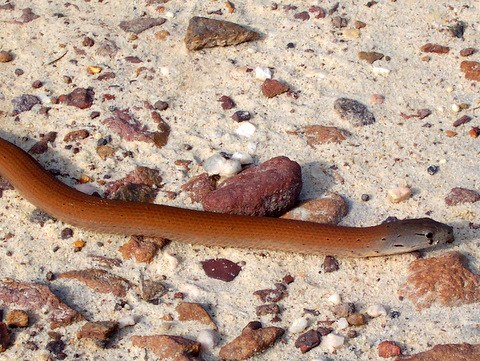
Обыкновенный чешуеног

Чешуеноги обладают длинным змеевидно вытянутым телом, покрытым однородной черепицеобразной чешуёй, которая на голове обычно переходит в более крупные, симметрично расположенные щитки. Хвост очень длинный и ломкий, после регенерации никогда не достигает прежней величины.
Передние конечности отсутствуют, задние — значительно редуцированы и обычно имеют вид коротких, иногда оканчивающихся когтями чешуйчатых выростов. Во многих случаях задние конечности отсутствуют вовсе или выражены в виде едва заметных придатков, как правило, более развитых у самцов.
Рыло вытянутое, заострённое. Глаза небольшие, с вертикальным зрачком, защищены сросшимися прозрачными веками. Подобно гекконам чешуеноги очищают глаза, облизывая их длинным языком с парными клейкими выростами на конце.
Наружное ушное отверстие обычно малозаметно или совершенно зарастает кожей, что связано с исчезновением барабанной перепонки в связи с переходом этих животных к роющему образу жизни. У многих видов позади анального отверстия имеются особые мешочки с небольшими кожными косточками, свойственные также большинству гекконов.
Как и гекконы, эти ящерицы лишены костных височных дуг, но, в отличие от большинства цепкопалых, имеют процельные (передневогнутые) позвонки.

## Распространение
Представители семейства распространены в Австралии, Новой Гвинее и прилежащих островах. Предпочитают в основном пустынные или луговые территории.

## Образ жизни
Крупные виды чешуеногов обитают среди растительности на поверхности почвы, мелкие же скрываются под камнями, в гнёздах термитов или ведут роющий образ жизни. Большинство чешуеногов питаются различными мелкими беспозвоночными. Некоторые проявляют себя стенофагами, как, например, Aprasia, которая питается исключительно муравьями. Крупные виды, такие как Lialis, охотятся на небольших ящериц.
Большинство чешуеногов активны в сумерки и ночью, некоторые проявляют активность и днём. Часто их можно увидеть свернувшимися на ветках в характерной змеиной позе. Во время линьки они, подобно змеям, целиком сбрасывают отставший слой старой кожи, выворачивающийся при этом наизнанку.
Чешуеноги яйцекладущи. Кладка самки обычно состоит из двух яиц, но известны находки гнезд, где было 6 и более яиц. Этот факт является свидетельством совместного использования гнёзд несколькими самками. Яйца инкубируются в течение 8-10 недель и сохраняют при этом мягкую пергаментовидную оболочку.

## Классификация
На сегодняшний день семейство насчитывает 7 родов и 41 вид.
- род Aprasia — Апразии
- род Delma — Дельмы
- род Lialis — Лиалисы
- род Ophidiocephalus — Офидиоцефалюсы, или Змееголовы
- род Paradelma — Парадельмы
- род Pletholax — Плетолаксы
- род Pygopus — Чешуеноги, или Пигопусы